# Diya Mirza
Diya Mirza Handrich (hindi: दिया मिर्ज़ा) o Dia Mirza, anomenada Dee (Hyderabad, 9 de desembre de 1981), és una exmodel i actriu índia que actua en pel·lícules de Bollywood. Va ser Miss Àsia-Pacífic l'any 2000 després d'haver quedat segona en el concurs de Miss Índia del 2000.
El novembre de 2023 va ser inclosa en la llista de les 100 dones de la BBC.

## Carrera

### Model
Mirza va treballar mentre estava a la universitat com a executiva de màrqueting per a una empresa de comunicació, Neeraj's Multi-media Studio. Al mateix temps, va fer de model per a anuncis impresos i de televisió per a marques com Lipton, Wall's ice cream, Emami i altres. Va ser la segona finalista del certamen de Miss Índia el 2000 i després va guanyar el títol de Miss Àsia Pacífic el 2000.

### Actriu
Com a actriu, va debutar a Rehnaa Hai Terre Dil Mein, film dirigit per Gautham Menon, una nova versió de la pel·lícula tàmil de Menon Minnale. Després va aparèixer en pel·lícules com Alag, Dum, Deewaanapan, Tumko Na Bhool Paayenge, Tumsa Nahin Dekha: A Love Story, Parineeta, Dus, Lage Raho Munna Bhai i Salaam Mumbai. El 2018, va interpretar el paper de Manyata Dutt, l'esposa de Sanjay Dutt, a la pel·lícula biogràfica Sanju, que es troba entre les pel·lícules índies més taquilleres. El 2020, va aparèixer a Thappad, que va guanyar el premi Filmfare a la millor pel·lícula. Va aparèixer a la sèrie web ZEE5 Kaafir el 2019. Ambientada al Caixmir, va protagonitzar la sèrie al costat de Mohit Raina.

### Productora
El 2011, va fundar Born Free Entertainment, una productora amb el seu exmarit, Sahil Sangha. També ha produït Love Breakups Zindagi, Bobby Jasoos i una sitcom titulada Mind the Malhotras, en streaming a Amazon Prime Video. La sèrie és protagonitzada per Cyrus Sahukar i Mini Mathur. El desembre de 2019 va anunciar que estava fent la nova productora One India Stories per crear contingut original.

### Causes humanitàries
Mirza va prestar la seva veu a un lleopard de les neus anomenat Layla per a un podcast ambiental de Run Wild, que és una col·laboració entre Runtastic, el Programa Ambiental de les Nacions Unides, i Internet of Elephants.